# Lil Loaded
Дашон Морис Робертсон (англ. Dashawn Maurice Robertson; 1 августа 2000 года, Сан-Бернардино, США — 31 мая 2021 года, Даллас, Техас, США), более известный под псевдонимом Lil Loaded (рус. Лил Ло́удед) — американский рэпер, певец, автор песен и интернет-персоналия. Он стал набирать популярность в 2019 году после выпуска песни «6locc 6a6y».

## Карьера
Робертсон начал читать рэп в конце 2018 года. Он стал известен, когда ютубер Tommy Craze включил его песню «6locc 6a6y» в видео-реакцию, в которой он смотрел музыкальные клипы на YouTube с 0 просмотров. Позже Робертсон выпустил сингл «Gang Unit».
После того, как Робертсон стал популярен, он подписал контракт с Epic Records. Рэпер выпустил микстейпы 6locc 6a6y в 2019, CRIPTAPE в 2020 году и дебютный студийный альбом A Demon In 6lue в 2020.

## Проблемы с законом
25 октября 2020 года Робертсон застрелил своего друга, 18-летнего Халия Уокера, во время записи музыкального видео. Lil Loaded явился в полицию 9 ноября 2020 года. В феврале 2021 года ему было предъявлено обвинение в непредумышленном убийстве. 1 июня Lil Loaded должен был предстать перед судом по обвинению в убийстве по неосторожности, однако за день до этого он совершил самоубийство.

## Личная жизнь
1 июля 2020 года Робертсон вышел в прямой эфир в Instagram. Он был в больничной койке и сказал, что в него стреляли.

## Смерть
31 мая 2021 года тело Lil Loaded было найдено членом его семьи, он покончил жизнь самоубийством выстрелом в голову, ему было 20 лет. По словам его мамы, рэпер совершил самоубийство из-за измены девушки. Перед смертью Lil Loaded оставил сообщение в Instagram-истории, где он просит прощение у Бога и заявляет о желании «присоединиться к нему сердцем и душой».

## Дискография

### Студийные альбомы
| Название        | Детали                                                                                   | Высшая позиция в чарте |
| Название        | Детали                                                                                   | US Heat.               |
| --------------- | ---------------------------------------------------------------------------------------- | ---------------------- |
| A Demon in 6lue | - Выпущен: 9 октября 2020 года - Лейбл: Внелейбла - Форматы: Цифровая загрузка, стриминг | 19                     |

### Микстейпы
| Название   | Детали                                                                                    |
| ---------- | ----------------------------------------------------------------------------------------- |
| 6locc 6a6y | - Выпущен: 6 декабря 2019 года - Лейбл: Внелейбла - Форматы: Цифровая загрузка, стриминг  |
| Criptape   | - Выпущен: 11 декабря 2020 года - Лейбл: Внелейбла - Форматы: Цифровая загрузка, стриминг |

### Синглы
| Название                                                | Год  | Сертификация    | Альбом(ы)                    |
| ------------------------------------------------------- | ---- | --------------- | ---------------------------- |
| «6locc 6a6y» (сольно или ремикс при участии NLE Choppa) | 2019 | - RIAA: Золотой | 6locc 6a6y и A Demon in 6lue |
| «Gang Unit» (сольно или ремикс при участии YG)          | 2019 |                 | 6locc 6a6y и A Demon in 6lue |
| «While I’m Here» (при участии Polo G)                   | 2020 |                 | A Demon in 6lue              |